# アカオビヤドクガエル
アカオビヤドクガエル（学名：Oophaga lehmanni〈オオファガ・レマニ〉）は、バジェ・デル・カウカ（コロンビア）の在来種であり、ヤドクガエル科のオオファガ属に分類されるカエルの仲間（無尾目）。2019年時点における絶滅寸前種。

## 学名（種小名）
種小名のlehmanniは、コロンビアの著名な保全生物学者および鳥類学者であるフェデリコ・カルロス・レーマン・バレンシアの名にちなんで命名された。

## 分布
コロンビア西部にある山の麓（）の低地熱帯雨林や低山性の森林に生息する。急な斜面を好み、地上60センチメートルまでの葉の上にいる。同様のコロンビア固有種としてモウドクフキヤガエル、ココエフキヤガエル、アシグロフキヤガエルがある。

## 特徴
体長は3.1〜3.6センチメートル。皮膚はなめらかで、第1指は第2指よりも少し短い。

### 捕食回避に関わる特徴

#### 自然毒
野生種は有毒だが、飼育下においては有毒になるために必要な餌を摂取しなければ無毒。

#### 警告色
色には個体差があり、黒かダークブラウンを基色として赤、オレンジ、黄色のいずれかの縞模様が入り、この派手な色で捕食者に警告する。

## 生態
昼行性であり、おもな餌は昆虫である。

### 繁殖
繁殖は雨季の直後に行われ、オスは卵を外敵から守るのに安全な水の近くを見つけると、そこで何度も鳴き声を上げてメスを誘う。受精はメスが林床から約1.2メートルの葉の上に約5個ほどの大きな卵を産み付けながら、オスが体外受精する。オスは、十分な酸素がいきわたるよう定期的に卵を回転させて世話をする。2〜4週間後に卵が孵化（）すると、それらを背中に担いでパイナップル科の植物や樹洞、あるいは竹の茎まで運び、メスはそこでオタマジャクシに自らの無精卵を与えて育てる。なお、オタマジャクシは共食いをする性質があるため、それぞれ別々の場所に連れていかれる。オタマジャクシは孵化から約2〜3か月で成熟する。
また、本種はハーレクイン・ポイズン・フロッグと似ているだけでなく、交配が可能な種であり、本種にはヒストリオニコトキシンがないことを除けば、ほとんど変わりがないことから、同種であるかどうかの議論がしばしば発生している。

## 保全状況
ワシントン条約上は絶滅の恐れのある種ではないとされる付属IIに記載されているが、IUCNのレッドリストは絶滅寸前という調査結果を出している。1976年に本種が公表されて以降その個体数は急激に減少しており、その一番の要因は、合法または違法を問わず、国際的なペット取引のために収集され続けていることに起因する。そして、その高い収集率の影響を受け、生息地での遺伝的多様性も大きく減少している。また、繁殖のために必要なパイナップル科の植物が伐採されたり、開墾によって生息地自体が失われることもあり、これらが個体数の減少に拍車をかけている。
一方でコロンビアの動物科学者であるイバン・ロサーノ＝オルテガ（Ivan Lozano-Ortega）は、絶滅の恐れがあるコロンビアの在来種を違法な密輸業者から保護することを目的として、該当種を適切な飼育環境のもとで繁殖させて、合法的に国際的なペット取引を行うために「テソロス・デ・コロンビア（Tesoros de Colombia）」という組織を2006年に立ち上げた。ロサーノ＝オルテガは、密輸業者による違法な活動を阻止するには、持続可能で合法的に養殖された良質なカエルを愛好家たちに提供するのが最善の策だと考え、コロンビアの法律が絡んだ問題を解決する必要があったというが、組織立ち上げから約5年後の2011年11月、初めてカエルの在来種を合法的に輸出する許可を得たという。そして、彼の悲願であったという本種の輸出は2015年9月に実現した。